# Esquina

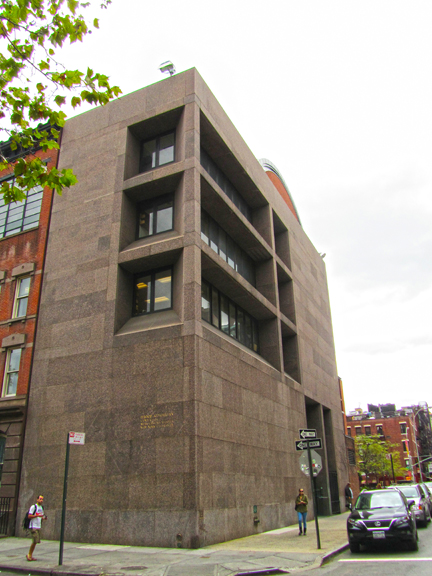
Una esquina.

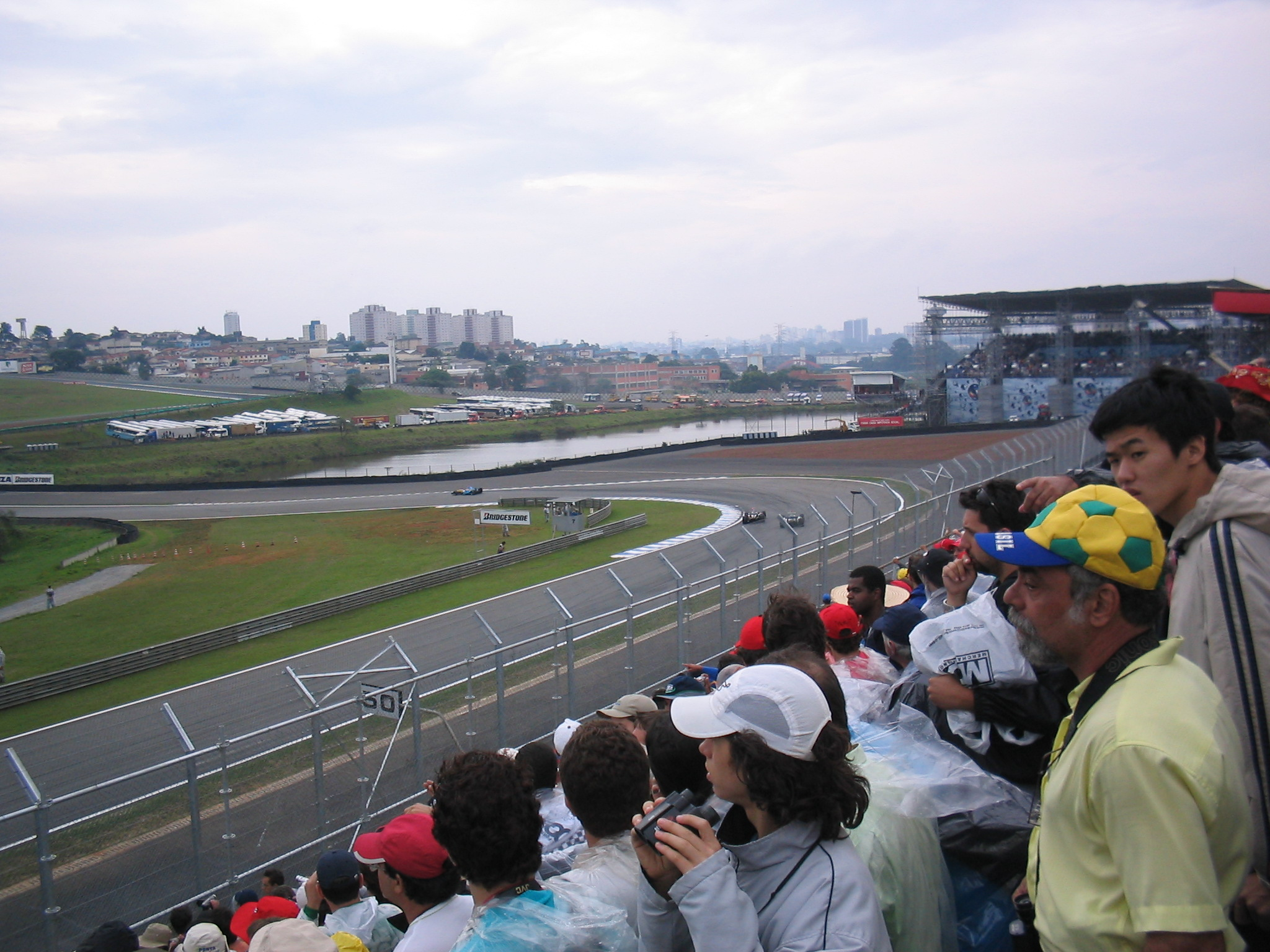
Una esquina en el Autódromo José Carlos Pace.

Una esquina, es el lugar donde dos líneas o superficies se encuentran en un ángulo. En el espacio urbano se refiere al final de una cuadra, el cruce de dos calles.
La edificación de las esquinas suele ser diferente a la del resto de la cuadra, ya que suele terminar en  punta o en forma de ochava. La decoración de las esquinas suele ser más llamativa que la del resto de la cuadra.
Las esquinas de las ciudades son lugares de encuentro, superposición y conflicto, lo que las convierte en generadoras de la diversidad urbana. En lo que respecta a la seguridad vial, las esquinas suelen ser los lugares más peligrosos, ya que se encuentran los vehículos que viajan en dirección contraria.
En el ámbito deportivo, las esquinas son las puntas de los campos de juego.
El término esquina también se utiliza en geografía, como en el Monumento de las Cuatro Esquinas en los Estados Unidos, que marca la esquina en la que convergen cuatro estados: Arizona, Colorado, Nuevo México y Utah.